# Bad Kissingen

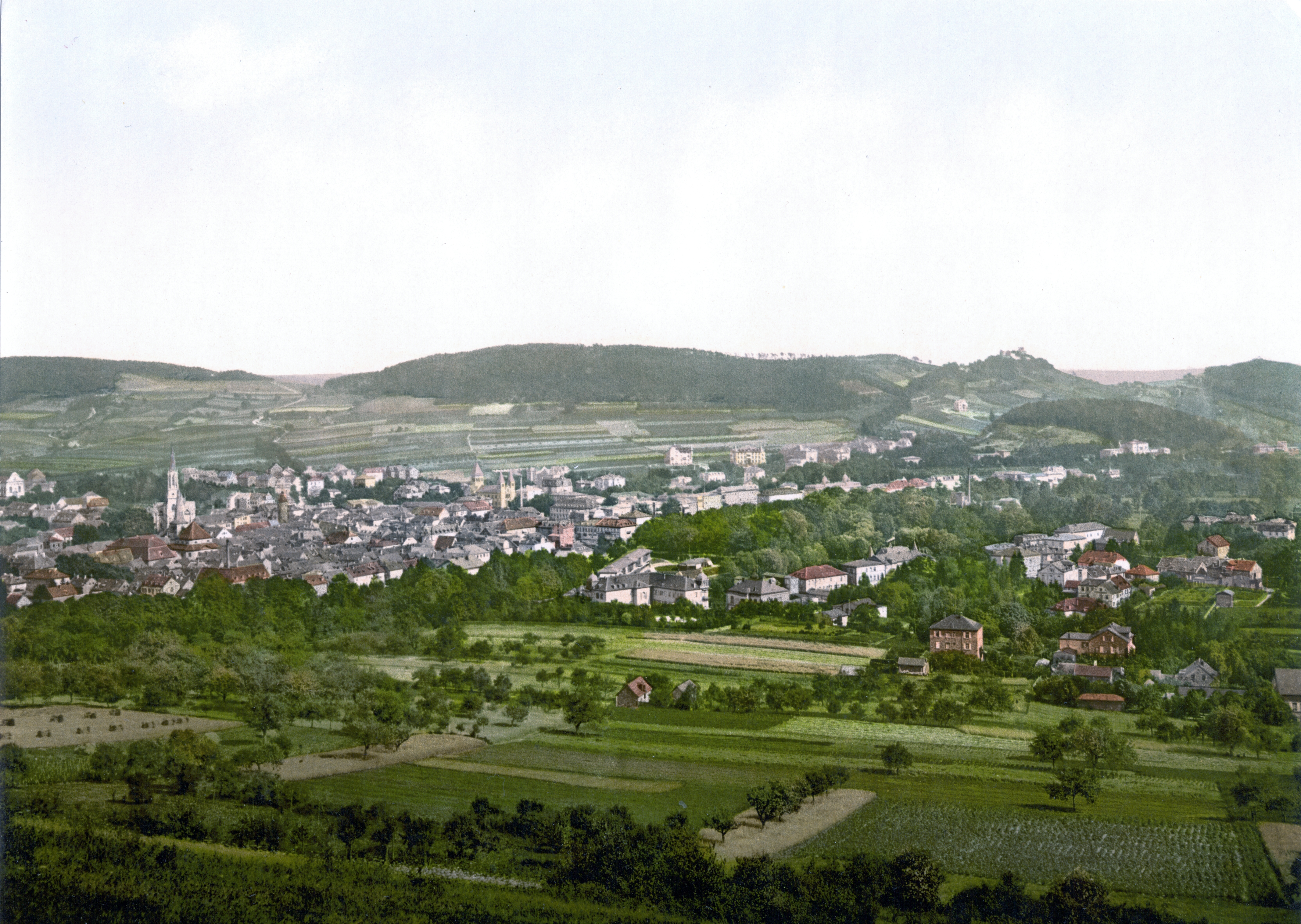
Bad Kissingen

Bad Kissingen – uzdrowiskowe miasto powiatowe w Niemczech, w kraju związkowym Bawaria, w rejencji Dolna Frankonia, w regionie Main-Rhön, siedziba powiatu Bad Kissingen. Leży nad rzeką Soława Frankońska, przy autostradzie A71, przy drodze B286, B287 i linii kolejowej Bad Kissingen – Gemünden am Main. Zamieszkuje je 20 900 mieszkańców (31 grudnia 2011).
Najbliżej położone duże miasta: Frankfurt nad Menem – ok. 100 km na zachód, Norymberga – ok. 120 km na południowy wschód i Stuttgart – ok. 180 km na południowy zachód. Nie zostało zburzone podczas II wojny światowej.
W mieście jest stacja kolejowa Bad Kissingen.

## Dzielnice
W skład miasta wchodzą następujące dzielnice:
- Bad Kissingen
- Albertshausen
- Arnshausen
- Garitz
- Hausen
- Kleinbrach
- Poppenroth
- Reiterswiesen
- Winkels

## Polityka
Burmistrzem jest Dirk Vogel (SPD).
Rada miasta:
|      | CSU | SPD | Zieloni | Wolni Wyborcy | DBK | AfD | Linke | Zukunft | Razem     |
| 2020 | 9   | 6   | 4       | 3             | 4   | 2   | 1     | 1       | 30 miejsc |

## Współpraca
Miejscowości partnerskie:
- Austria: Eisenstadt
- Włochy: Massa
- Francja: Vernon

## Zabytki i atrakcje
- Muzeum Bismarcka (Bismarck-Museum)
- Muzeum Juliusa Döpfnera
- wystawa stała Życie żydowskie w Domu Gminy Żydowskiej (Jüdisches Gemeindehaus)
- renesansowy ratusz (1577)
- ruiny zamku Bodenlaube
- kasyno
- ogrody zaprojektowane przez Maxa Littmanna
- zoo Klaushof
- ogrody różane
- Kissinger Sommer (Lato Kissingen) – międzynarodowy festiwal muzyczny, czerwiec/lipiec
- Kissinger Winterzauber – międzynarodowy festiwal muzyczny, grudzień/styczeń
- Rakoczy-Fest – festyn historyczny miasta, ostatnia sobota i niedziela lipca
- Kissinger KlavierOlympiade – olimpiada fortepianowa
- KissSalis Therme – park termalny ze wspaniałym sauna-parkiem i wieloma atrakcjami